# Pokrzywnica (dopływ Parsęty)
Pokrzywnica – rzeka na Pobrzeżu Koszalińskim, w województwie zachodniopomorskim, w powiecie świdwińskim i białogardzkim, lewy dopływ Parsęty. 

## Charakterystyka
Źródło rzeki znajduje się w pobliżu wsi Zagroda. Długość wynosi 29 km, a powierzchnia zlewni 247 km². Największe miejscowości zlokalizowane nad rzeką to Sławoborze i Garnki.
Rzeka z wędkarskiego punktu widzenia jest pstrągowa. Występują tu różne gatunki łososiowatych.

## Przyroda
Nad rzeką występują zbiorowiska wiklin, lasów łęgowych i olsów. Na zboczach doliny buczyny. Występują tu m.in.: dzięgiel litwor, porzeczka czarna, skrzyp zimowy, przytulia wonna, zerwa kłosowa i czerniec gronkowy. 

## Nazwa
Nazwę Pokrzywnica wprowadzono urzędowo w 1948 roku, zastępując poprzednią niemiecką nazwę rzeki – Krummes Wasser'.

## Turystyka
Do spływów kajakowych najlepiej nadaje się odcinek od mostu na drodze powiatowej z Domacyna do Rarwina. W górnym biegu rzeka jest płytka i wąska. Na odcinku leśnym i przyujściowym ma charakter naturalny. 